# نيل جونسون (لاعب كريكت)
نيل جونسون (24 يناير 1970 في زيمبابوي - ) (بالإنجليزية: Neil Johnson) هو لاعب كريكت أيرلندي. لعب مع منتخب زمبابوي للكريكت.

## وصلات خارجية
- نيل جونسون على موقع إي آس بي آن كريك إنفو (الإنجليزية)